# Mistrzostwa świata U-21 w piłce ręcznej mężczyzn
Mistrzostwa świata U-21 w piłce ręcznej mężczyzn – oficjalny międzynarodowy turniej piłki ręcznej o randze mistrzostw świata organizowany przez IHF mający na celu wyłonienie najlepszej męskiej reprezentacji narodowej złożonej z zawodników do lat dwudziestu jeden. Zawody odbywają się od 1977 roku w odstępach dwuletnich.

## Turnieje
| Rok  | Gospodarz            |                 | Finał             | Finał                    | Finał               |                   | Mecz o 3. miejsce | Mecz o 3. miejsce | Mecz o 3. miejsce |
| Rok  | Gospodarz            | Mistrz          | Wynik             | Finalista                | Trzecie miejsce     | Wynik             | Czwarte miejsce   |                   |                   |
| ---- | -------------------- | --------------- | ----------------- | ------------------------ | ------------------- | ----------------- | ----------------- | ----------------- | ----------------- |
| 1977 | Szwecja              | ZSRR U-21       | 24:10             | Węgry U-21               | Jugosławia U-21     | 24:21             | Hiszpania U-21    |                   |                   |
| 1979 | Dania / Szwecja      | ZSRR U-21       | 30:25             | Jugosławia U-21          | Szwecja U-21        | 25:20             | Dania U-21        |                   |                   |
| 1981 | Portugalia           | Jugosławia U-21 | 28:21             | ZSRR U-21                | Czechosłowacja U-21 | 32:26             | Szwecja U-21      |                   |                   |
| 1983 | Finlandia            | ZSRR U-21       | 32:17             | RFN U-21                 | Dania U-21          | 31:28             | Szwecja U-21      |                   |                   |
| 1985 | Włochy               | ZSRR U-21       | 32:27             | Szwecja U-21             | Jugosławia U-21     | 23:22             | RFN U-21          |                   |                   |
| 1987 | Jugosławia           | Jugosławia U-21 | 28:26             | Hiszpania U-21           | ZSRR U-21           | 34:18             | Szwecja U-21      |                   |                   |
| 1989 | Hiszpania            | ZSRR U-21       | 23:17             | Hiszpania U-21           | Jugosławia U-21     | 23:22             | RFN U-21          |                   |                   |
| 1991 | Grecja               | Jugosławia U-21 | 27:16             | Szwecja U-21             | ZSRR U-21           | 27:25             | Hiszpania U-21    |                   |                   |
| 1993 | Egipt                | Egipt U-21      | 22:19             | Dania U-21               | Islandia U-21       | 21:20             | Rosja U-21        |                   |                   |
| 1995 | Argentyna            | Rosja U-21      | 29:28 po dogrywce | Hiszpania U-21           | Portugalia U-21     | 24:23             | Norwegia U-21     |                   |                   |
| 1997 | Turcja               | Dania U-21      | 29:23             | Ukraina U-21             | Francja U-21        | 28:24             | Polska U-21       |                   |                   |
| 1999 | Katar                | Dania U-21      | 26:22 po dogrywce | Szwecja U-21             | Egipt U-21          | 32:31 po dogrywce | Francja U-21      |                   |                   |
| 2001 | Szwajcaria           | Rosja U-21      | 31:27             | Hiszpania U-21           | Szwecja U-21        | 37:26             | Węgry U-21        |                   |                   |
| 2003 | Brazylia             | Szwecja U-21    | 36:34 po dogrywce | Dania U-21               | Słowenia U-21       | 35:33             | Hiszpania U-21    |                   |                   |
| 2005 | Węgry                | Dania U-21      | 40:35             | Serbia i Czarnogóra U-21 | Węgry U-21          | 28:27             | Niemcy U-21       |                   |                   |
| 2007 | Macedonia Północna   | Szwecja U-21    | 31:29             | Niemcy U-21              | Dania U-21          | 27:26             | Chorwacja U-21    |                   |                   |
| 2009 | Egipt                | Niemcy U-21     | 32:24             | Dania U-21               | Słowenia U-21       | 35:24             | Egipt U-21        |                   |                   |
| 2011 | Grecja               | Niemcy U-21     | 27:18             | Dania U-21               | Tunezja U-21        | 24:18             | Egipt U-21        |                   |                   |
| 2013 | Bośnia i Hercegowina | Szwecja U-21    | 28:23             | Hiszpania U-21           | Francja U-21        | 32:27             | Chorwacja U-21    |                   |                   |
| 2015 | Brazylia             | Francja U-21    | 26:24             | Dania U-21               | Niemcy U-21         | 35:34 po dogrywce | Egipt U-21        |                   |                   |
| 2017 | Algieria             | Hiszpania U-21  | 39:38 po dogrywce | Dania U-21               | Francja U-21        | 23:22             | Niemcy U-21       |                   |                   |
| 2019 | Hiszpania            | Francja U-21    | 28:23             | Chorwacja U-21           | Egipt U-21          | 37:27             | Portugalia U-21   |                   |                   |
| 2023 | Niemcy / Grecja      | Niemcy U-21     | 30:23             | Węgry U-21               | Islandia U-21       | 27:23             | Serbia U-21       |                   |                   |
| 2025 | Polska               |                 |                   |                          |                     |                   |                   |                   |                   |

## Tabela medalowa
| Lp. | Państwo                  | Złoto | Srebro | Brąz | Razem |
| --- | ------------------------ | ----- | ------ | ---- | ----- |
| 1.  | ZSRR U-21                | 5     | 1      | 2    | 8     |
| 2.  | Dania U-21               | 3     | 6      | 2    | 11    |
| 3.  | Szwecja U-21             | 3     | 3      | 2    | 8     |
| 4.  | Jugosławia U-21          | 3     | 1      | 3    | 7     |
| 5.  | Niemcy U-21              | 3     | 1      | 1    | 5     |
| 6.  | Francja U-21             | 2     | 0      | 3    | 5     |
| 7.  | Rosja U-21               | 2     | 0      | 0    | 2     |
| 8.  | Hiszpania U-21           | 1     | 5      | 0    | 6     |
| 9.  | Egipt U-21               | 1     | 0      | 2    | 3     |
| 10. | Węgry U-21               | 0     | 2      | 1    | 3     |
| 11. | Chorwacja U-21           | 0     | 1      | 0    | 1     |
| =   | RFN U-21                 | 0     | 1      | 0    | 1     |
| =   | Serbia i Czarnogóra U-21 | 0     | 1      | 0    | 1     |
| =   | Ukraina U-21             | 0     | 1      | 0    | 1     |
| 15. | Islandia U-21            | 0     | 0      | 2    | 2     |
| =   | Słowenia U-21            | 0     | 0      | 2    | 2     |
| 17. | Czechosłowacja U-21      | 0     | 0      | 1    | 1     |
| =   | Portugalia U-21          | 0     | 0      | 1    | 1     |
| =   | Tunezja U-21             | 0     | 0      | 1    | 1     |

## Tabela wyników
| Państwo                           | 1977 | 1979 | 1981 | 1983 | 1985 | 1987 | 1989 | 1991 | 1993 | 1995 | 1997 | 1999 | 2001 | 2003 | 2005 | 2007 | 2009 | 2011 | 2013 | 2015 | 2017 | 2019 | 2023 | Występy |
| --------------------------------- | ---- | ---- | ---- | ---- | ---- | ---- | ---- | ---- | ---- | ---- | ---- | ---- | ---- | ---- | ---- | ---- | ---- | ---- | ---- | ---- | ---- | ---- | ---- | ------- |
| Algieria U-21                     | –    | –    | –    | –    | –    | 12   | 14   | –    | 13   | –    | –    | –    | 12   | 18   | –    | –    | 20   | 14   | 24   | 20   | 14   | –    | 22   | 11      |
| Angola U-21                       | –    | –    | –    | –    | –    | –    | –    | –    | –    | –    | –    | –    | –    | –    | –    | 19   | –    | –    | 21   | 21   | –    | –    | 26   | 4       |
| Arabia Saudyjska U-21             | –    | 22   | –    | –    | –    | –    | –    | –    | –    | –    | 11   | –    | –    | –    | –    | –    | –    | –    | –    | –    | 20   | –    | 21   | 4       |
| Argentyna U-21                    | –    | –    | –    | –    | –    | –    | –    | –    | 11   | 17   | –    | –    | 20   | 16   | 11   | 13   | 6    | 20   | 16   | 13   | 13   | 21   | 25   | 13      |
| Australia U-21                    | –    | –    | –    | –    | –    | –    | –    | –    | –    | –    | –    | –    | –    | –    | –    | –    | –    | –    | –    | –    | –    | 24   | –    | 1       |
| Austria U-21                      | 14   | –    | –    | 15   | –    | –    | 11   | –    | 14   | –    | 19   | –    | –    | –    | –    | –    | –    | –    | –    | –    | –    | –    | –    | 5       |
| Bahrajn U-21                      | –    | –    | –    | –    | –    | –    | –    | –    | –    | 17   | –    | –    | –    | –    | –    | –    | –    | –    | –    | –    | –    | 17   | 13   | 3       |
| Belgia U-21                       | –    | 20   | –    | –    | –    | –    | –    | –    | –    | –    | –    | –    | –    | –    | –    | –    | –    | –    | –    | –    | –    | –    | –    | 1       |
| Benin U-21                        | –    | –    | –    | –    | –    | –    | –    | –    | –    | –    | –    | –    | –    | –    | –    | –    | –    | 23   | –    | –    | –    | –    | –    | 1       |
| Białoruś U-21                     | –    | –    | –    | –    | –    | –    | –    | –    | –    | –    | 14   | –    | 13   | –    | –    | –    | 15   | –    | –    | 6    | –    | –    | –    | 4       |
| Bośnia i Hercegowina U-21         | –    | –    | –    | –    | –    | –    | –    | –    | –    | –    | –    | –    | –    | –    | –    | –    | –    | –    | 14   | –    | –    | –    | –    | 1       |
| Brazylia U-21                     | –    | –    | –    | –    | –    | –    | –    | 15   | –    | 17   | 16   | 13   | 11   | 8    | 16   | 16   | 9    | 11   | 6    | 10   | 18   | 12   | 16   | 15      |
| Bułgaria U-21                     | –    | –    | –    | –    | –    | –    | –    | –    | –    | –    | –    | –    | –    | –    | –    | 18   | –    | –    | –    | –    | –    | –    | –    | 1       |
| Burkina Faso U-21                 | –    | –    | –    | –    | –    | –    | –    | –    | –    | –    | –    | –    | –    | –    | –    | –    | –    | –    | –    | –    | 24   | –    | –    | 1       |
| Chile U-21                        | –    | –    | –    | –    | –    | –    | –    | –    | –    | –    | –    | –    | –    | –    | 20   | 20   | –    | 21   | 23   | 23   | 23   | 20   | 29   | 8       |
| Chiny U-21                        | –    | –    | –    | –    | –    | –    | –    | 16   | –    | –    | –    | –    | –    | –    | –    | –    | –    | –    | –    | –    | –    | –    | –    | 1       |
| Chińskie Tajpej U-21              | –    | 21   | –    | –    | –    | –    | –    | –    | –    | –    | –    | –    | –    | –    | –    | –    | –    | –    | –    | –    | –    | –    | –    | 1       |
| Chorwacja U-21                    | –    | –    | –    | –    | –    | –    | –    | –    | –    | –    | 10   | 11   | 9    | 5    | –    | 4    | –    | –    | 4    | –    | 10   | 2    | 8    | 9       |
| Czechosłowacja U-21               | 10   | 5    | 3    | 7    | 6    | 11   | 13   | –    | –    | –    | –    | –    | –    | –    | –    | –    | –    | –    | –    | –    | –    | –    | –    | 7       |
| Czechy U-21                       | –    | –    | –    | –    | –    | –    | –    | –    | –    | 8    | –    | –    | –    | –    | 13   | –    | 10   | –    | –    | –    | –    | –    | –    | 3       |
| Dania U-21                        | 8    | 4    | 7    | 3    | 7    | 9    | –    | 7    | 2    | 9    | 1    | 1    | 6    | 2    | 1    | 3    | 2    | 2    | 13   | 2    | 2    | 5    | 5    | 22      |
| Egipt U-21                        | –    | –    | –    | 13   | 15   | –    | 15   | 13   | 1    | 6    | 6    | 3    | 8    | 10   | 7    | 6    | 4    | 4    | 8    | 4    | 17   | 3    | 10   | 19      |
| Estonia U-21                      | –    | –    | –    | –    | –    | –    | –    | –    | –    | –    | –    | –    | –    | –    | –    | –    | 12   | –    | –    | –    | –    | –    | –    | 1       |
| Finlandia U-21                    | –    | 16   | –    | 8    | –    | –    | –    | –    | –    | –    | –    | –    | –    | –    | –    | –    | –    | –    | –    | –    | –    | –    | –    | 2       |
| Francja U-21                      | 12   | 9    | 8    | 14   | –    | 8    | 6    | 11   | –    | 7    | 3    | 4    | –    | –    | 14   | 7    | 11   | 6    | 3    | 1    | 3    | 1    | 11   | 19      |
| Grecja U-21                       | –    | –    | –    | –    | –    | –    | –    | 14   | 16   | 13   | 18   | 8    | –    | –    | –    | –    | –    | 16   | –    | –    | –    | –    | 15   | 7       |
| Grenlandia U-21                   | –    | –    | –    | –    | –    | –    | –    | –    | –    | –    | –    | –    | –    | –    | –    | –    | 18   | –    | –    | –    | –    | –    | 32   | 2       |
| Hiszpania U-21                    | 4    | –    | 10   | 9    | 10   | 2    | 2    | 4    | 9    | 2    | 5    | 6    | 2    | 4    | 5    | 5    | 8    | 5    | 2    | 7    | 1    | 10   | 9    | 22      |
| Holandia U-21                     | 15   | 14   | 13   | –    | –    | –    | –    | –    | –    | –    | –    | –    | –    | –    | –    | –    | 14   | –    | 5    | 19   | –    | –    | –    | 6       |
| Iran U-21                         | –    | –    | –    | –    | –    | –    | –    | –    | –    | –    | –    | –    | –    | –    | –    | –    | 17   | 12   | –    | –    | –    | –    | –    | 2       |
| Islandia U-21                     | –    | 7    | 6    | –    | 8    | 15   | 5    | 5    | 3    | –    | –    | –    | –    | –    | 9    | –    | 13   | –    | –    | –    | 12   | 14   | 3    | 12      |
| Izrael U-21                       | 17   | 15   | –    | –    | –    | –    | –    | –    | –    | –    | –    | 14   | –    | –    | 10   | –    | –    | –    | –    | –    | –    | –    | –    | 4       |
| Japonia U-21                      | –    | 19   | 16   | –    | 11   | –    | –    | –    | –    | –    | –    | –    | –    | –    | –    | –    | –    | –    | –    | 18   | –    | 18   | 19   | 6       |
| Jugosławia U-21                   | 3    | 2    | 1    | 5    | 3    | 1    | 3    | 1    | –    | –    | –    | –    | –    | –    | –    | –    | –    | –    | –    | –    | –    | –    | –    | 8       |
| Kanada U-21                       | –    | –    | –    | –    | –    | –    | –    | –    | –    | –    | –    | –    | –    | –    | –    | –    | –    | 22   | –    | –    | –    | –    | –    | 1       |
| Katar U-21                        | –    | –    | –    | –    | –    | –    | –    | –    | –    | 13   | –    | 12   | 19   | 12   | –    | –    | 19   | 15   | 19   | 9    | 21   | –    | –    | 9       |
| Kongo U-21                        | –    | –    | –    | –    | –    | –    | –    | –    | –    | –    | –    | –    | –    | –    | 19   | –    | –    | –    | 22   | –    | –    | –    | –    | 2       |
| Korea Południowa U-21             | –    | –    | –    | –    | 13   | 14   | 9    | 12   | 15   | –    | –    | –    | –    | –    | 12   | 11   | –    | 19   | 18   | 11   | 19   | 16   | –    | 12      |
| Kosowo U-21                       | –    | –    | –    | –    | –    | –    | –    | –    | –    | –    | –    | –    | –    | –    | –    | –    | –    | –    | –    | –    | –    | 23   | –    | 1       |
| Kostaryka U-21                    | –    | –    | –    | –    | –    | –    | –    | –    | –    | –    | –    | –    | –    | –    | –    | –    | –    | –    | –    | –    | –    | –    | 31   | 1       |
| Kuba U-21                         | –    | –    | –    | –    | –    | –    | –    | –    | –    | –    | –    | –    | –    | –    | –    | –    | –    | –    | –    | –    | –    | –    | 28   | 1       |
| Kuwejt U-21                       | 16   | –    | –    | 12   | –    | 16   | –    | –    | –    | –    | –    | –    | 17   | 19   | 18   | 12   | 23   | –    | 20   | –    | –    | –    | 24   | 10      |
| Libia U-21                        | –    | –    | –    | –    | –    | –    | –    | –    | –    | –    | –    | –    | –    | –    | –    | –    | 24   | –    | –    | –    | –    | –    | 30   | 2       |
| Luksemburg U-21                   | –    | 23   | –    | –    | –    | –    | –    | –    | –    | –    | –    | –    | –    | –    | –    | –    | –    | –    | –    | –    | –    | –    | –    | 1       |
| Macedonia Północna U-21           | –    | –    | –    | –    | –    | –    | –    | –    | –    | –    | 15   | –    | –    | –    | –    | 10   | –    | –    | –    | –    | 6    | –    | –    | 3       |
| Madagaskar U-21                   | 20   | –    | –    | –    | –    | –    | –    | –    | –    | –    | –    | –    | –    | –    | –    | –    | –    | –    | –    | –    | –    | –    | –    | 1       |
| Maroko U-21                       | 19   | –    | –    | –    | –    | –    | –    | –    | –    | –    | –    | –    | –    | –    | –    | –    | 22   | –    | –    | –    | 22   | –    | 23   | 4       |
| NRD U-21                          | 9    | 8    | 5    | 6    | 5    | 13   | –    | –    | –    | –    | –    | –    | –    | –    | –    | –    | –    | –    | –    | –    | –    | –    | –    | 6       |
| Niemcy U-21                       | –    | –    | –    | –    | –    | –    | –    | 9    | –    | 11   | 7    | –    | 5    | 13   | 4    | 2    | 1    | 1    | 11   | 3    | 4    | 9    | 1    | 14      |
| RFN U-21                          | 5    | 11   | 9    | 2    | 4    | 6    | 4    | –    | –    | –    | –    | –    | –    | –    | –    | –    | –    | –    | –    | –    | –    | –    | –    | 7       |
| Nigeria U-21                      | –    | –    | 14   | –    | 16   | –    | –    | –    | –    | –    | –    | –    | –    | –    | –    | –    | –    | –    | –    | –    | –    | 19   | –    | 3       |
| Norwegia U-21                     | 18   | 13   | –    | –    | –    | 10   | –    | –    | 7    | 4    | –    | 15   | 14   | –    | –    | –    | 16   | 10   | –    | 15   | 11   | 8    | 18   | 13      |
| Nowa Zelandia U-21                | –    | –    | –    | –    | –    | –    | –    | –    | –    | –    | –    | 17   | –    | –    | –    | –    | –    | –    | –    | –    | –    | –    | –    | 1       |
| Paragwaj U-21                     | –    | –    | –    | –    | –    | –    | –    | –    | –    | –    | –    | –    | –    | –    | –    | –    | –    | –    | –    | 24   | –    | –    | –    | 1       |
| Polska U-21                       | 7    | 10   | –    | 10   | 14   | –    | 12   | –    | 12   | 13   | 4    | –    | 10   | 7    | –    | –    | –    | –    | –    | –    | –    | –    | 17   | 11      |
| Portoryko U-21                    | –    | –    | –    | –    | –    | –    | –    | –    | –    | –    | –    | –    | –    | 20   | –    | –    | –    | –    | –    | –    | –    | –    | –    | 1       |
| Portugalia U-21                   | –    | 18   | 15   | –    | –    | –    | –    | –    | 10   | 3    | –    | 10   | –    | –    | –    | 15   | 7    | 9    | –    | 14   | –    | 4    | 6    | 11      |
| Rosja U-21                        | –    | –    | –    | –    | –    | –    | –    | –    | 4    | 1    | 12   | 7    | 1    | –    | –    | 9    | –    | 13   | 17   | 16   | 8    | –    | –    | 10      |
| Rumunia U-21                      | 11   | –    | –    | –    | –    | 5    | 8    | 6    | 8    | 17   | –    | –    | –    | –    | 6    | –    | –    | –    | –    | 8    | –    | –    | –    | 8       |
| Serbia U-21                       | –    | –    | –    | –    | –    | –    | –    | –    | –    | –    | –    | –    | –    | –    | –    | –    | –    | 18   | 10   | 17   | –    | 13   | 4    | 5       |
| Serbia i Czarnogóra U-21          | –    | –    | –    | –    | –    | –    | –    | –    | –    | –    | –    | –    | –    | 11   | 2    | –    | –    | –    | –    | –    | –    | –    | –    | 2       |
| Jugosławia U-21                   | –    | –    | –    | –    | –    | –    | –    | –    | –    | 5    | 9    | 5    | 7    | –    | –    | –    | –    | –    | –    | –    | –    | –    | –    | 4       |
| Słowacja U-21                     | –    | –    | –    | –    | –    | –    | –    | –    | –    | 13   | –    | –    | –    | 14   | –    | 14   | –    | –    | –    | –    | –    | –    | –    | 3       |
| Słowenia U-21                     | –    | –    | –    | –    | –    | –    | –    | –    | –    | 10   | 20   | –    | 16   | 3    | 8    | 8    | 3    | 8    | 9    | –    | 9    | 6    | 20   | 12      |
| Stany Zjednoczone U-21            | –    | 24   | –    | –    | –    | –    | 16   | –    | –    | –    | –    | –    | –    | –    | –    | –    | –    | –    | –    | –    | –    | 22   | 27   | 4       |
| Szwajcaria U-21                   | 13   | 12   | 11   | 11   | 9    | –    | –    | –    | –    | –    | –    | –    | 15   | 6    | –    | –    | –    | –    | 7    | –    | –    | –    | –    | 8       |
| Szwecja U-21                      | 6    | 3    | 4    | 4    | 2    | 4    | 7    | 2    | 5    | 12   | –    | 2    | 3    | 1    | 15   | 1    | 5    | 7    | 1    | 5    | 15   | 11   | 12   | 22      |
| Tunezja U-21                      | 21   | –    | –    | –    | –    | –    | –    | –    | –    | –    | 8    | 9    | 18   | 9    | 17   | 17   | 21   | 3    | 15   | 12   | 7    | 7    | 14   | 14      |
| Turcja U-21                       | –    | –    | –    | –    | –    | –    | –    | 8    | –    | –    | 13   | –    | –    | –    | –    | –    | –    | –    | –    | –    | –    | –    | –    | 2       |
| Ukraina U-21                      | –    | –    | –    | –    | –    | –    | –    | –    | –    | –    | 2    | –    | –    | 17   | –    | –    | –    | –    | –    | –    | –    | –    | –    | 2       |
| Urugwaj U-21                      | –    | –    | –    | –    | –    | –    | –    | –    | –    | –    | –    | –    | –    | –    | –    | –    | –    | –    | –    | 22   | –    | –    | –    | 1       |
| Wenezuela U-21                    | –    | –    | –    | –    | –    | –    | –    | –    | –    | –    | –    | –    | –    | –    | –    | –    | –    | 24   | –    | –    | –    | –    | –    | 1       |
| Węgry U-21                        | 2    | 6    | –    | –    | –    | 7    | 10   | 10   | 6    | –    | –    | 16   | 4    | 15   | 3    | –    | –    | 17   | 12   | –    | 5    | 15   | 2    | 15      |
| Włochy U-21                       | –    | 17   | 12   | 16   | 12   | –    | –    | –    | –    | –    | –    | –    | –    | –    | –    | –    | –    | –    | –    | –    | –    | –    | –    | 4       |
| Wyspy Owcze U-21                  | –    | –    | –    | –    | –    | –    | –    | –    | –    | –    | –    | –    | –    | –    | –    | –    | –    | –    | –    | –    | 16   | –    | 7    | 2       |
| Zjednoczone Emiraty Arabskie U-21 | –    | –    | –    | –    | –    | –    | –    | –    | –    | –    | 17   | –    | –    | –    | –    | –    | –    | –    | –    | –    | –    | –    | –    | 1       |
| ZSRR U-21                         | 1    | 1    | 2    | 1    | 1    | 3    | 1    | 3    | –    | –    | –    | –    | –    | –    | –    | –    | –    | –    | –    | –    | –    | –    | –    | 8       |
| Państwo                           | 1977 | 1979 | 1981 | 1983 | 1985 | 1987 | 1989 | 1991 | 1993 | 1995 | 1997 | 1999 | 2001 | 2003 | 2005 | 2007 | 2009 | 2011 | 2013 | 2015 | 2017 | 2019 | 2023 | Występy |